# Crypturellus boucardi
El tinamú pizarroso (Crypturellus boucardi) es una especie de tinamú nativo de los bosques húmedos de las tierras bajas de América Central.

## Subespecies
El tinamú pizarroso tiene dos subespecies:
- C. b. boucardi (subespecie tipo) cuya área de distribución se extiende desde las tierras bajas del golfo de México y la costa caribeña del sureste de México, Belice, Guatemala, hasta el noroeste de Honduras[3]
- C. b. costaricensis cuya área de distribución incluye la vertiente del Caribe de Honduras, Nicaragua, y el norte de Costa Rica.[3]